# محمد سلمان (سياسي سوري)
محمد سلمان (مواليد 1940 في اللاذقية) مجاز بالحقوق وسياسي سوري شغل منصب وزير الإعلام في حكومتي محمود الزعبي الأولى والثانية من 1 تشرين الأول 1987 إلى 13 آذار 2000.
قبل ذلك شغل منصب محافظ الرقة من 1980 إلى 1987.